# Spyscape
Spyscape es un museo privado sin ánimo de lucro dedicado al espionaje, ubicado en Midtown Manhattan, Nueva York, Estados Unidos. Inaugurado en 2018, el museo destaca por sus recursos de interactividad humana y tecnológica, diseñados para convertir la experiencia del visitante en parte del relato museístico. Entre sus piezas cuenta con objetos que formaban parte de célebres operaciones de espionaje y otras de carácter tan secreto que aún no se pueden publicar.  

## Descripción
El espacio expositivo de Spyscape cuenta con más de 5570 metros cuadrados, repartidos en dos plantas de un edificio de vidrio en plena Octava Avenida, obra de Archimedia –un prominente grupo de inversiones londinense, especializado en resorts y atracciones turísticas–, con una inversión de 50 millones de dólares. Su interior, descrito como un «oscuro laberinto» fue diseñado por el arquitecto David Adjaye, quién había diseñado el Museo Nacional de Historia y Cultura Afroamericana en Washington D. C.
Adicionalmente a los miles de piezas en la colección, el museo cuenta con 141 pantallas interactivas, 317 altavoces, 113 cámaras en vivo y 32 proyectores, todos sincronizados para narrar de forma vívida y participativa la historia del espionaje.

### Exposición
La exhibición de Spyscape incluye las siguientes siete «zonas de experiencias», según temática:
- Cifrado (encryption), con enfoque en el criptoanalista que descifró la clave del Enigma alemán en la Segunda Guerra Mundial.
- Engaño (deception), un recorrido interactivo a través de la operación de caza del infiltrado de la KGB, Robert Hanssen, por agentes del FBI.
- Vigilancia (surveillance), una experiencia de 360° en torno a la historia de Edward Snowden.
- Hacking, explicado por medio de una galería sobre el grupo de hackers Anonymous, famosa por su mosaico de máscaras – típicas de esta organización.
- Ciberguerra (cyberwarfare), explicando la guerra informática a través de Stuxnet.
- Operaciones especiales (special ops), enfocado en los artefactos de espionaje de la Segunda Guerra Mundial y en Virginia Hall, oficial de inteligencia y espía de la SOE.
- Inteligencia (intelligence), narrando la influencia del espionage y del análisis de la información sobre la crisis de los misiles de Cuba.

#### Exhibición James Bond
La exhibición Driven: 007xSpyscape –la única de Nueva York sobre este personaje– se inauguró en marzo de 2019 en la galería sur del museo. Incluye, entre otros, el Aston Martin DB5 conducido por Pierce Brosnan en la película GoldenEye. Actualmente, con motivo de la pandemia de COVID-19, la exhibición está disponible en línea durante las horas de apertura del museo.

## Actividades y suplementos
Los visitantes de Spyscape tienen la oportunidad de poner a prueba sus habilidades en varios desafíos repartidos por las galerías, que incluyen pruebas de agilidad, personalidad, empatía, tolerancia y capacidad intelectual para resolver acertijos. Entre las pruebas se incluye un cuarto de rayos láser que el visitante tiene que cruzar hábilmente sin hacer disparar la alarma. La última galería se denomina Debrief («dando parte», en jerga militar), donde los visitantes reciben los resultados de las pruebas, asignándoseles el papel de espía que mejor les corresponde. El registro de las actividades y resultados se realiza a través de una pulsera electrónica entregada a todos los visitantes del museo (que además confiere la sensación de siempre estar bajo vigilancia). Entre los idiomas disponibles de las pulseras se incluye el español.

### Spycasts
En abril de 2020 el museo lanzó una serie de podcasts llamada True Spies (Espías de verdad), narradas por las actrices Hayley Atwell y Vanessa Kirby, que ofrece una perspectiva singular del mundo del espionaje. A lo largo del relato se insta a los oyentes a expresar lo que harían ellos en las situaciones a las que se enfrentan los espías, y se les invita a poner a prueba sus habilidades en una serie de ejercicios diseñados especialmente por el anterior Director de Formación de la inteligencia británica (programa Spychology).
En 2021 se estrenó la última serie de podcasts, For Your Ears Only (Solo para tus oídos), donde actores, directores de cine, músicos y compositores revelan las historias alrededor de las películas de espionajes más clásicas, desde tiempos de la Guerra Fría hasta la actualidad. Ambas series, como una tercera en fase de preparación (The Spying Game, El juego del espionaje), se han desarrollado bajo la marca Spaycasts.

### Spycon
La marca Spycon engloba actividades que reúnen a través de los medios virtuales a aficionados del género del espionaje con miembros de la comunidad de inteligencia para explorar los temas, narrativa, secretismo y tecnologías que han dado forma al mundo del espionaje. La experiencia tecnológica y audiovisual es el fruto de una colaboración entre el museo y varios estudios y cadenas de televisión, empresas tecnológicas y profesionales del mundo de la inteligencia. 
Algunas historias como Citizen Four, Zero Dark Thirty, The Spy o Argo están basadas en hechos reales del mundo del espionaje, mientras que otras, como Killing Eve, Jack Ryan o The Blacklist se basan en la ficción popular. En Spycon, los participantes se implican en el mundo del espionaje, el cibercrimen, la vigilancia y la privacidad.

### Spychology
El programa Spychology tiene como fin evaluar telemáticamente las «destrezas de espía» del participante, posteriormente aplicándolas en actividades ofrecidas por el museo. El programa fue desarrollado por el ex-Director de Formación del MI6 y psicólogos de la misma agencia. Las tres fases del programa son Discover («Descubre»), donde se exploran las habilidades, personalidad y potencial del participante a través de pruebas y desafíos profesionales; Develop («Desarrolla»), donde los profesionales del museo –entre hackers, exespías y narradores– comparten sus consejos para ampliar las destrezas detectadas; y Compare («Compara»), donde se comparten y comparan los resultados con otros visitantes, amigos y familiares.
El nombre Spychology es anagrama de Psychology, la palabra inglesa para Psicología, usando la palabra Spy (espía) al principio del término.